# 188534 Mauna Kea
188534 Mauna Kea è un asteroide della fascia principale. Scoperto nel 2004, presenta un'orbita caratterizzata da un semiasse maggiore pari a 2,7701849 UA e da un'eccentricità di 0,0648514, inclinata di 5,69416° rispetto all'eclittica.
L'asteroide è dedicato all'omonimo vulcano delle Hawaii sede di vari osservatori astronomici.